# Polonia en los Juegos Paralímpicos de Pekín 2022
Polonia estuvo representada en los Juegos Paralímpicos de Pekín 2022 por once deportistas, ocho hombres y tres mujeres. El equipo paralímpico polaco no obtuvo ninguna medalla en estos Juegos.